# Roger H. Zion

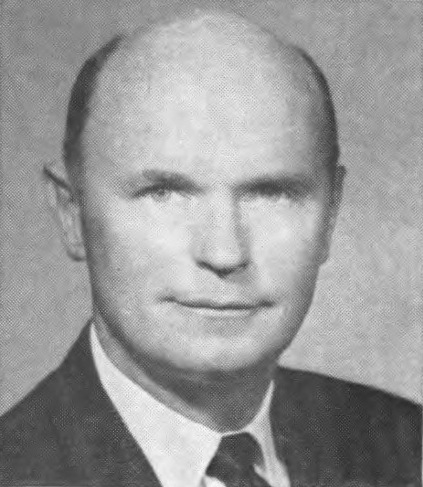
Roger H. Zion, 1969

Roger Herschel Zion (* 17. September 1921 in Escanaba, Michigan; † 24. September 2019 in Evansville, Indiana) war ein US-amerikanischer Politiker. Zwischen 1967 und 1975 vertrat er den Bundesstaat Indiana im US-Repräsentantenhaus.

## Werdegang
Roger Zion besuchte die öffentlichen Schulen in Evansville (Indiana) und Milwaukee (Wisconsin). Anschließend studierte er bis 1943 an der University of Wisconsin–Madison. Während des Zweiten Weltkrieges diente er zwischen 1943 und 1946 im pazifischen Raum in der US Navy. Nach dem Krieg arbeitete er für die Firma Mead, Johnson & Co. Zwischen 1946 und 1955 war er dort Abteilungsdirektor für Ausbildung und geschäftliche Beziehungen.
Politisch schloss sich Zion der Republikanischen Partei an. Bei den Kongresswahlen des Jahres 1966 wurde er im achten Wahlbezirk von Indiana in das US-Repräsentantenhaus in Washington, D.C. gewählt, wo er am 3. Januar 1967 die Nachfolge von Winfield K. Denton antrat. Nach drei Wiederwahlen konnte er bis zum 3. Januar 1975 vier Legislaturperioden im Kongress absolvieren. Diese waren von den Ereignissen des Vietnamkrieges, der Bürgerrechtsbewegung und seit 1973 der Watergate-Affäre geprägt. Diese Affäre schadete seiner Partei sehr und war ein Grund für seine Abwahl im Jahr 1974.
Nach seinem Ausscheiden aus dem US-Repräsentantenhaus war Roger Zion Präsident der Resources Development Inc. in Washington.